# 豬王山森右衛門

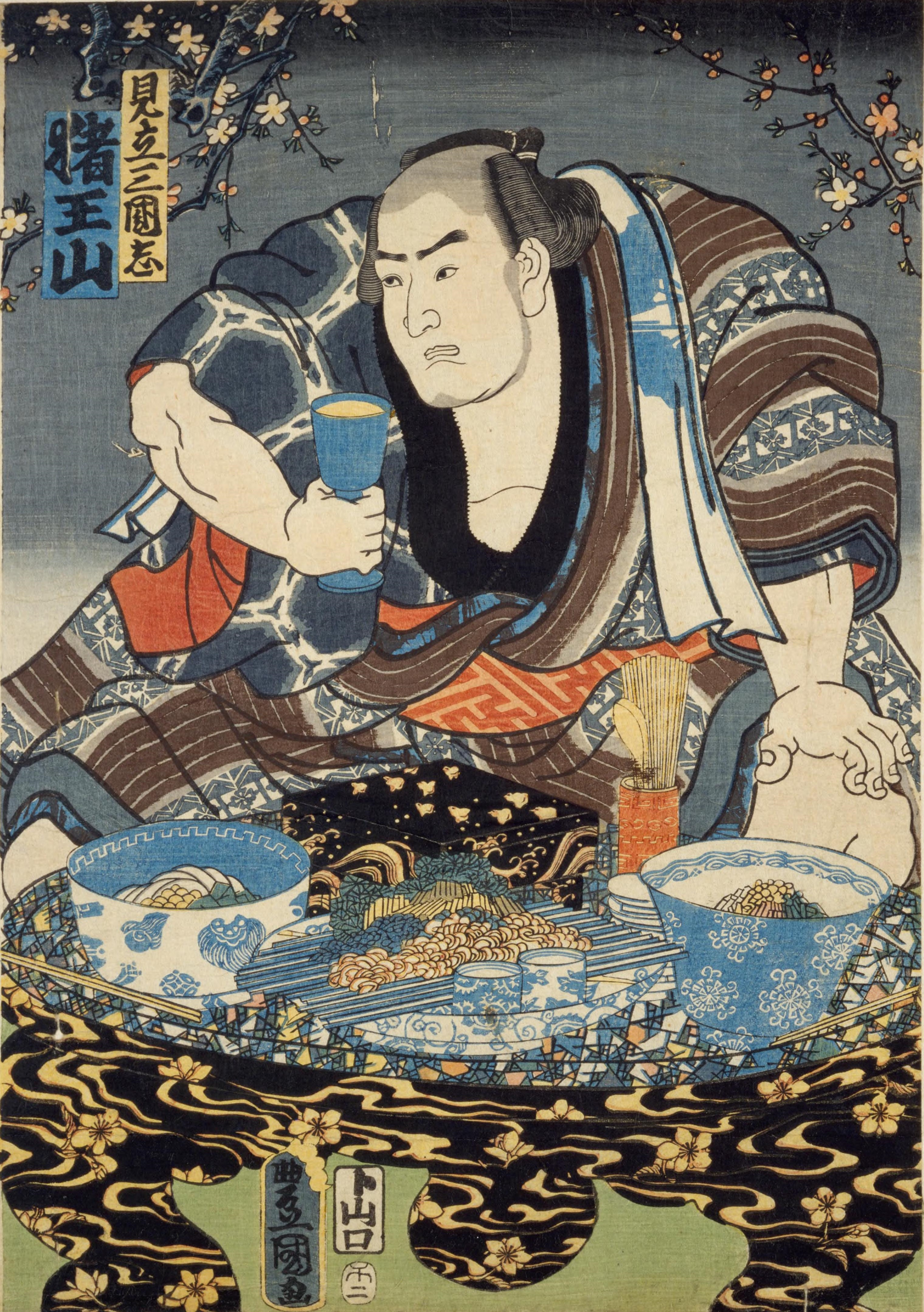
豬王山森右衛門

豬王山森右衛門（1815年—1872年4月25日），是日本江戶時代陸奧國(今宮城縣石卷市)出身的大相撲力士。他的最高等級是大關。他是宮城縣第七位晉陞到這一級別的力士，距離上一次秀之山雷五郎1841年晉級已15年，直到37年大戸平廣吉才再有宮城縣力士晉級大關。

## 生涯
豬王山的職業生涯始於加入伊勢之海部屋，該部屋以培訓出橫綱谷風梶之助、大關雷電為右衛門和柏戶利助而聞名。他於1839年11月首次以 達ヶ関四股名作賽，以喚起擁有這個四股名的佔主導地位的谷風。 
1846年，他到達了幕內級別，不久後將他的四股名改為 Iōzan（豬王山）。他得到了仙台藩的支持，現在在這個強大的藩主的保護下戰鬥。同年，他被晉升為小結，首次亮相三役。一個流行的故事說，他後來被交易到稻葉氏，以換取江戶非常珍貴和受歡迎的鳥日本樹鶯。
豬王山在1856年11月成為大關，但只能保持四個場所，並於1859年被降級回關脇。他於1860年2月退休。
終身戰績:117勝51負49平局22退出。